# Герб Оратівського району
Герб Оратівського району — офіційний символ Оратівського району, затверджений рішенням сесії районної ради.

## Опис
Лазуровий щит напіврозтятий і перетятий. На першій частині золотий сніп. На другій золоте шістнадцятипроменеве сонце з людським обличчям. На третій срібні шаблі вістрями догори в косий хрест. Щит обрамований декоративним картушем і увінчаний золотою короною.